# Mieczysław Trześniak
Mieczysław Rudolf Trześniak (ur. 18 kwietnia 1915 w Pasiecznej, zm. 26 stycznia 1994) – polski polityk komunistyczny, poseł na Sejm PRL III, IV i V kadencji.

## Życiorys
Syn Rudolfa i Marii. Uzyskał wykształcenie podstawowe. W okresie II Rzeczypospolitej był działaczem Komunistycznego Związku Młodzieży Polski i od 1933 Komunistycznej Partii Polski. Po wybuchu II wojny światowej trafił do Związku Radzieckiego, później wziął udział w kampanii włoskiej w szeregach 3 Dywizji Strzelców Karpackich w ramach Polskich Sił Zbrojnych na Zachodzie. Służył w stopniu plutonowego w 3 Pułku Artylerii Przeciwlotniczej.
Wrócił do Polski w 1946, zostając działaczem Polskiej Partii Robotniczej. W 1947 pełnił funkcję II sekretarza Komitetu Powiatowego PPR w Przemyślu oraz został I sekretarzem KP PPR w Jaśle, którym był do 1948. W tym samym roku był jednym z dwóch jasielskich delegatów na Kongres Zjednoczeniowy, po którym powstała Polska Zjednoczona Partia Robotnicza. Był słuchaczem Centralnej Szkoły Partyjnej PZPR w Łodzi. W 1949 został członkiem plenum Komitetu Wojewódzkiego PZPR w Rzeszowie, a od 1950 do 1953 był I sekretarzem Komitetu Powiatowego PZPR w Jaśle. W 1953 został zastępcą kierownika Wydziału Organizacyjnego KW, a w 1954 członkiem egzekutywy KW. Ukończył Szkołę Partyjną przy KC PZPR, będąc jej słuchaczem od 1955 do 1956. W latach 1956–1958 był I sekretarzem Komitetu Miejskiego PZPR w Rzeszowie, a w latach 1958–1971 I sekretarzem KP PZPR w Jaśle. Absolwent Wieczorowego Uniwersytetu Marksizmu-Leninizmu.
W latach 1961–1969 był trzykrotnie był wybierany na posła na Sejm PRL III, IV i V kadencji. Każdorazowo zasiadał w Klubie Poselskim PZPR, należał do sejmowej Komisji Przemysłu Lekkiego, Rzemiosła i Spółdzielczości Pracy (III kadencja) oraz Komisji Spraw Wewnętrznych (podczas wszystkich kadencji).
Został jednym z 41 delegatów z województwa rzeszowskiego na IV Kongres Związku Bojowników o Wolność i Demokrację w dniach 19-20 września 1969 w Warszawie. Był jednym z założycieli Stowarzyszenia Miłośników Jasła i Regionu Jasielskiego. Od 1978 do 1980 przewodniczył Wojewódzkiej Komisji Rewizyjnej PZPR w Krośnie. W 1979 zasiadł w plenum KM PZPR w Jaśle.
Został pochowany na cmentarzu komunalnym w Jaśle przy ulicy Adama Mickiewicza (sektor 24, rząd 4, nr 3).

## Odznaczenia
- Order Sztandaru Pracy I klasy (1978)[7]
- Order Sztandaru Pracy II klasy
- Krzyż Kawalerski Orderu Odrodzenia Polski
- Krzyż Walecznych
- Krzyż Pamiątkowy Monte Cassino
- Medal 10-lecia Polski Ludowej
- Odznaka 1000-lecia Państwa Polskiego (1966)[8]
- Odznaka „Zasłużony Działacz Kultury” (1970)[9]
- Złote Odznaczenie im. Janka Krasickiego (1972)[10]
- Wpis do „Księgi zasłużonych dla województwa rzeszowskiego” (1975)[11]
- Wpis do „Księgi zasłużonych dla województwa krośnieńskiego” (1976, w gronie pierwszych trzydziestu wyróżnionych osób)[12]